# Al Shabab Al Arabi Club 2008-2009
Questa voce raccoglie le informazioni riguardanti l'Al Shabab Al Arabi Club nelle competizioni ufficiali della stagione 2008-2009.

## Risultati Coppe
- UAE Football League:5º posto
- Coppa del Presidente:Finale (sconfitto dal Emirates Club)
- Etisalat Emirates Cup:Fase a Gironi
- UAE Super Cup: Finale (sconfitto dall Al Ahli)
- AFC Champions League:Fase a Girone

## Rosa
| N. |                                | Ruolo | Calciatore            |
| -- | ------------------------------ | ----- | --------------------- |
| 3  | Emirati Arabi Uniti (bandiera) | C     | Fahad Al Ansari       |
| 4  | Emirati Arabi Uniti (bandiera) | D     | Mohamed Ahmed         |
| 5  | Emirati Arabi Uniti (bandiera) | D     | Waleed Abbas          |
| 6  | Emirati Arabi Uniti (bandiera) | C     | Fayez Bander          |
| 7  | Emirati Arabi Uniti (bandiera) | A     | Hamad Al Enezi        |
| 8  | Emirati Arabi Uniti (bandiera) | C     | Saleh Al Sheikh       |
| 9  | Emirati Arabi Uniti (bandiera) | A     | Ahmad Ajab            |
| 10 | Emirati Arabi Uniti (bandiera) | A     | Abdulaziz Al Misha'an |
| 11 | Cile (bandiera)                | C     | Carlos Villanueva     |
| 12 | Emirati Arabi Uniti (bandiera) | C     | Bader Buhamad         |
| 13 | Emirati Arabi Uniti (bandiera) | D     | Mohammed Marzooq      |
| 14 | Slovenia (bandiera)            | C     | Rok Elsner            |
| 16 | Costa d'Avorio (bandiera)      | C     | Blaise Kouassi        |

| N. |                                | Ruolo | Calciatore        |
| -- | ------------------------------ | ----- | ----------------- |
| 24 | Emirati Arabi Uniti (bandiera) | C     | Faisal Al Enezi   |
| 25 | Brasile (bandiera)             | C     | Renato            |
| 26 | Emirati Arabi Uniti (bandiera) | P     | Ahmad Al Fadhli   |
| 28 | Emirati Arabi Uniti (bandiera) | C     | Mohammad Al Fahad |
| 29 | Algeria (bandiera)             | C     | Naser Masood      |
| 30 | Siria (bandiera)               | A     | Omar Al Soma      |
| 31 | Emirati Arabi Uniti (bandiera) | C     | Mohammed Shoail   |
| 31 | Emirati Arabi Uniti (bandiera) | C     | Adel Matar        |
| 40 | Emirati Arabi Uniti (bandiera) | D     | Dhari Said        |
| 46 | Emirati Arabi Uniti (bandiera) | D     | Abdulaziz Hussain |
| 50 | Brasile (bandiera)             | A     | Pedrão            |
| 47 | Emirati Arabi Uniti (bandiera) | P     | Ahmed Mahmoud     |
| 51 | Emirati Arabi Uniti (bandiera) | C     | Fawaz Buhamad     |
| 99 | Emirati Arabi Uniti (bandiera) | C     | Jaber Jazaa       |
| 89 | Emirati Arabi Uniti (bandiera) | C     | Hamad Aman        |

## Calciomercato

### Sessione estiva(dall'1/7 all'1/9)
| Acquisti | Acquisti          | Acquisti       | Acquisti   |
| R.       | Nome              | da             | Modalità   |
| -------- | ----------------- | -------------- | ---------- |
| A        | Blaise Kouassi    | Espérance      | definitivo |
| C        | Rok Elsner        | Interblock     | definitivo |
| A        | Pedrão            | Barueri        | definitivo |
| C        | Carlos Villanueva | Audax Italiano | definitivo |
| A        | Nei               | CFR Cluj       | prestito   |

| Cessioni | Cessioni          | Cessioni         | Cessioni      |
| R.       | Nome              | a                | Modalità      |
| -------- | ----------------- | ---------------- | ------------- |
| A        | Mohamed Kallon    | Kallon           | definitivo    |
| A        | Musawengosi Mguni | Metalurh Donec'k | definitivo    |
| C        | Marcos Assunção   | Grêmio Prudente  | definitivo    |
| A        | Nei               | CFR Cluj         | fine prestito |

## Risultati

### UAE Super Cup

#### Finale
| Arbitro: | Ali Hamad Al badwawi (Dubai) |

|  |           |                |
|  | Marcatori | 60’ Adil Saqor |

### AFC Champions League

#### Fase a Gironi
| Arbitro: | Abdul Malik Bashir |

|                       |           |  |
| Jafarpour 2’ Sá 90+3’ | Marcatori |  |

| Arbitro: | Mohsen Basma |

|                    |           |  |
| Obaid 3’ Mguni 39’ | Marcatori |  |

| Arbitro: | Masaaki Toma |

|                               |           |                |
| Tagoe 7’, 82’ Bashir 16’, 67’ | Marcatori | 45+3’ Abdullah |

| Arbitro: | Abdullah Balideh |

|                            |           |                                      |
| Marcos Assunção 15’ (pen.) | Marcatori | 30’, 54’, 84’ Tagoe 90+4’ Al-Qahtani |

| Arbitro: | Matthew Breeze |

|                   |           |                   |
| Mguni 1’ Saad 51’ | Marcatori | 70’ Emad Mohammed |

| Tashkent 19 May 2009, ore 19:00 (UTC+5) | Bunyodkor          | 0 – 0 referto | Al-Shabab Al-Arabi | JAR Stadium (8,500 spett.)\| Arbitro: \| Abdullah Al-Hilali \| |
| Arbitro:                                | Abdullah Al-Hilali |               |                    |                                                                |